# IC 3213
IC 3213 је спирална галаксија у сазвјежђу Береникина коса која се налази на листи објеката дубоког неба у Индекс каталогу.
Деклинација објекта је + 23° 52' 8" а ректасцензија 12h 22m 7,7s. Привидна величина (магнитуда) објекта IC 3213 износи 14,7 а фотографска магнитуда 15,5. IC 3213 је још познат и под ознакама CGCG 128-83, PGC 40042.